# Same de Lule
Le same de Lule (julevsábme) est une langue same parlée en Laponie, dans le nord de la Suède et de la Norvège.

## Répartition géographique
Le same de Lule est parlé en Suède autour de Luleå (entre autres le long du Luleälven, dans les communes de Jokkmokk et Gällivare), et en Norvège dans le nord du comté de Nordland, notamment dans la kommune de Tysfjord où c’est une langue officielle.
Il est parlé par environ 1 500 personnes en Suède, et 2 000 au total, ce qui en fait la deuxième langue same selon le nombre de locuteurs, après le same du Nord. Cependant, il est peu parlé par les jeunes générations.

## Écriture
Depuis 1983, le same de Lule s’écrit avec l’alphabet latin auquel sont ajoutées quelques lettres avec des diacritiques, par exemple á.

## Grammaire
Comme les autres langues ouraliennes, le same de Lule est une langue agglutinante et comporte des déclinaisons. Il a sept cas : nominatif, génitif, accusatif, illatif, inessif, élatif et comitatif.

### Pronoms
Les pronoms personnels se déclinent selon les sept cas et trois nombres : singulier, duel et pluriel.
| Cas       | 1re personne | 2e personne | 3e personne |
| Singulier | Singulier    | Singulier   | Singulier   |
| --------- | ------------ | ----------- | ----------- |
| Nominatif | mån          | dån         | sån         |
| Génitif   | muv          | duv         | suv         |
| Accusatif | muv          | duv         | suv         |
| Illatif   | munji        | dunji       | sunji       |
| Inessif   | mujna        | dujna       | sujna       |
| Élatif    | mujsta       | dujsta      | sujsta      |
| Comitatif | mujna        | dujna       | sujna       |
| Duel      |              |             |             |
| Nominatif | måj          | dåj         | såj         |
| Génitif   | munnu        | dunnu       | sunnu       |
| Accusatif | munnuv       | dunnuv      | sunnuv      |
| Illatif   | munnuj       | dunnuj      | sunnuj      |
| Inessif   | munnun       | dunnun      | sunnun      |
| Élatif    | munnus       | dunnus      | sunnus      |
| Comitatif | munnujn      | dunnujn     | sunnujn     |
| Pluriel   |              |             |             |
| Nominatif | mij          | dij         | sij         |
| Génitif   | mijá         | dijá        | sijá        |
| Accusatif | mijáv        | dijáv       | sijáv       |
| Illatif   | midjij       | didjij      | sidjij      |
| Inessif   | miján        | dijan       | sijan       |
| Élatif    | mijas        | dijás       | sijas       |
| Comitatif | mijájn       | dijájn      | sijájn      |